# ソングズ・フォー・ジュディ
| 専門評論家によるレビュー | 専門評論家によるレビュー |
| レビュー・スコア         | レビュー・スコア         |
| 出典                     | 評価                     |
| ------------------------ | ------------------------ |
| Allmusic                 | [ 1 ]                    |
| Pitchfork                | 8.0/10                   |
| Rolling Stone            | [ 3 ]                    |

『ソングズ・フォー・ジュディ』（Songs for Judy）は、2018年11月30日にShakey Pictures Recordsからリリースされたカナダ／アメリカのミュージシャン、ニール・ヤングのライヴ・アルバム。ニール・ヤング・アーカイヴのパフォーマンス・シリーズの第07巻にあたる。このアルバムには、1976年11月にクレイジー・ホースと行ったアメリカ・ツアーでのヤングのソロ・アコースティック・セットの音源が収録されている。
1970年春、ヤングはクレイジー・ホースとツアーを行った。彼はソロのアコースティック・セットでライヴの幕を開け、その後クレイジー・ホースとエレクトリック・セットを披露した。『ライブ・アット・ザ・フィルモア・イースト』はそのツアーの記録である。
『ソングズ・フォー・ジュディ』が記録している1976年秋のツアーでも、彼は同じことをした。アコースティック・セットでは、ヤングは毎公演同じ曲を演奏するのではなく、毎晩異なる曲を演奏した。その結果、彼はツアーを通して合計22曲のアコースティック・ソングを演奏し、それぞれが『ソングズ・フォー・ジュディ』に収録されている。
さらに、『ライヴ・アット・ザ・フィルモア・イースト』がエレクトリック・パフォーマンスのみを記録し、アコースティックな音源を省いているのに対し、『ソングズ・フォー・ジュディ』はその逆で、アコースティック・パフォーマンスのみを記録している。

## 背景
ヤングがギター・テックとしてツアーに連れてきたジョエル・バーンスタインは、個人的に聴くためにPAフィードから直接カセット・デスクにライヴを録音した。友人のキャメロン・クロウとともに、彼らは最高の演奏を編集し、シーケンスした。このテープのコピーは後に盗まれ、『The Joel Bernstein Tapes』ブートレグとしてファンの間で流通し始めた。このアルバムには、オリジナルのコンピレーションと同じ演奏が収録されているが、オリジナルのコンピレーションとは異なり、可能な限りバーンスタインのカセット録音の代わりにマルチトラックミックスが使用されて、オリジナル・コンピレーションとは異なり、演奏日順に収録されている。
このツアーで演奏された曲の中には、数年後にそれぞれ『フリーダム』（1989年）と『傷だらけの栄光』（1990年）にスタジオ音源で収録されることになる「Too Far Gone」や「White Line」、2017年リリースのアーカイヴ盤『ヒッチハイカー』に収録された「Give Me Strength」など、当時は未発表だった曲も多い。「No One Seems to Know」はニール・ヤングの公式リリースに初登場。.
『ソングズ・フォー・ジュディ』という名前は、あるライヴ中に幻覚を見て、オーケストラ・ピットにジュディ・ガーランドがいるのを見たというヤングの話（アルバムのイントロダクションで語られている）に由来する。
さっき、あそこでジュディ・ガーランドを見た。赤いドレスを着て、赤い口紅を塗っていた。音楽用のポートフォリオを持ってた；そこには 「Somewhere Over the Rainbow（虹の彼方に）」と書かれていて、少女の頃の彼女の写真が、青い空をバックに私を見上げていた。 そこに彼女はいた：赤いドレスを着たジュディ・ガーランドが楽譜を持っていて、彼女は私を見上げて言ったんだ、「調子はどう？ニール」って。信じてくれなくてもいい。—

## 収録曲
| #         | タイトル                                       | 作詞      | 作曲・編曲 | 収録日時と場所                                                         | 時間 |
| --------- | ---------------------------------------------- | --------- | ---------- | ---------------------------------------------------------------------- | ---- |
| 1.        | 「Songs for Judy Intro」                       |           |            | November 6, 1976, Balch Fieldhouse, Boulder, CO                        | 3:25 |
| 2.        | 「Too Far Gone」                               |           |            | November 6, 1976, Balch Fieldhouse, Boulder, CO                        | 3:15 |
| 3.        | 「No One Seems to Know」                       |           |            | November 7, 1976, Balch Fieldhouse, Boulder, CO                        | 2:29 |
| 4.        | 「Heart of Gold」                              |           |            | November 10, 1976, Tarrant County Convention Center, Fort Worth, TX    | 2:53 |
| 5.        | 「White Line」                                 |           |            | November 10, 1976, Tarrant County Convention Center, Fort Worth, TX    | 2:45 |
| 6.        | 「Love Is a Rose」                             |           |            | November 11, 1976, The Summit, Houston, TX                             | 2:20 |
| 7.        | 「After the Gold Rush」                        |           |            | November 11, 1976, The Summit, Houston, TX                             | 4:15 |
| 8.        | 「Human Highway」                              |           |            | November 14, 1976, Dane County Veterans Memorial Coliseum, Madison, WI | 3:04 |
| 9.        | 「Tell Me Why」                                |           |            | November 15, 1976, Auditorium Theater, Chicago, IL                     | 3:34 |
| 10.       | 「Mr. Soul」                                   |           |            | November 20, 1976, Palladium, New York, NY                             | 3:06 |
| 11.       | 「Mellow My Mind」                             |           |            | November 20, 1976, Palladium, New York, NY                             | 2:30 |
| 12.       | 「Give Me Strength」                           |           |            | November 20, 1976, Palladium, New York, NY (Late show)                 | 3:26 |
| 13.       | 「A Man Needs a Maid」                         |           |            | November 20, 1976, Palladium, New York, NY (Late show)                 | 4:54 |
| 14.       | 「Roll Another Number (for the Road)」         |           |            | November 22, 1976, Music Hall, Boston, MA (Late show)                  | 2:22 |
| 15.       | 「Journey Through the Past」                   |           |            | November 22, 1976, Music Hall, Boston, MA (Late show)                  | 3:17 |
| 16.       | 「Harvest」                                    |           |            | November 22, 1976, Music Hall, Boston, MA (Late show)                  | 2:42 |
| 17.       | 「Campaigner」                                 |           |            | November 22, 1976, Music Hall, Boston, MA (Late show)                  | 3:30 |
| 18.       | 「Old Laughing Lady」(includes "Guilty Train") |           |            | November 24, 1976, Fox Theatre, Atlanta, GA (Early show)               | 5:18 |
| 19.       | 「The Losing End (When You're on)」            |           |            | November 24, 1976, Fox Theatre, Atlanta, GA (Late show)                | 3:52 |
| 20.       | 「Here We Are in the Years」                   |           |            | November 24, 1976, Fox Theatre, Atlanta, GA (Late show)                | 3:53 |
| 21.       | 「The Needle and the Damage Done」             |           |            | November 24, 1976, Fox Theatre, Atlanta, GA (Early show)               | 2:27 |
| 22.       | 「Pocahontas」                                 |           |            | November 24, 1976, Fox Theatre, Atlanta, GA (Late show)                | 3:48 |
| 23.       | 「Sugar Mountain」                             |           |            | November 24, 1976, Fox Theatre, Atlanta, GA (Late show)                | 6:08 |
| 合計時間: | 合計時間:                                      | 合計時間: | 79:13      |                                                                        |      |

## 参加ミュージシャン
- ニール・ヤング - ヴォーカル、アコースティック・ギター、ピアノ、バンジョー、ハーモニカ、ストリングマン

レコーディング・エンジニアと制作スタッフ
- ジョエル・バーンスタイン、キャメロン・クロウ、デヴィッド・ブリッグス、ニール・ヤング - プロデュース
- トラック1～9、23
  - ジョエル・バーンスタイン - カセット録音
  - ティム・マリガン - オリジナルPAミックス
- トラック10-22
  - デイヴ・ヒューイット - マルチトラック録音
  - フィル・ギタマー：アシスタント・エンジニア
- ジョン・ノーランド、ティム・マリガン - ミキシング
- ジョン・ハンロン - ポストプロダクション
- ティム・マリガン - マスタリング（レッドウッド・デジタル）
- クリス・ベルマン - マスタリング（バーニー・グランドマン・マスタリング）
- ダリル・ハンナ - アートワーク
- アレックス・テンタ - デザイン、レイアウト